# Министерство информационных технологий и связи Республики Молдова
Министерство информационных технологий и связи Республики Молдова (рум. Ministerul Tehnologiei Informației și Comunicațiilor al Republicii Moldova) — упразднённое министерство Правительства Республики Молдова.
В 2017 году в рамках правительственной реформы в Молдове, Министерство экономики переименовано в Министерство экономики и инфраструктуры, в которое вошли Министерство транспорта и дорожной инфраструктуры и Министерство информационных технологий и связи, став их правопреемником.

## Основные функции Министерства
- Разработка, мониторинг, внедрение и оценка государственной политики в области, связанной с задачами Министерства;
- Создание информационного общества в качестве основополагающего фактора устойчивого экономического роста Республики Молдова;
- Укрепление и развитие сектора информационных технологий и связи путём внедрения информационных технологий, электронных и почтовых коммуникаций;
- Координация и мониторинг процесса внедрения информационных и коммуникационных технологий в различных областях национальной экономики, а также информатизация деятельности органов публичной власти;
- Разработка политики в области государственного учёта, а также в области создания и эксплуатации государственных информационных систем и ресурсов, которые будут служить основой для обеспечения доступа общества к информации и публичным услугам посредством электронных средств;
- Создание, внедрение и содержание основных государственных, базовых, ведомственных и территориальных информационных ресурсов и систем, а также обеспечение связи с правительственными органами, ответственными за ввод и обновление информации в указанных регистрах.

## Основные задачи
- Разработка и реализация государственной политики в области информатизации, формирование, хранение и использование государственных информационных ресурсов, создание и внедрение новых информационных технологий, комплексов технических программ, информационных систем и сетей;
- Разработка нормативно-правовой базы в области информатизации и осуществление государственного контроля относительно несоблюдения законодательства, касающегося его деятельности;
- Разработка стратегии развития информационного пространства, государственных программ, реализация проектов в области информатизации страны;
- Разработка концепции по созданию и использованию государственных информационных ресурсов, по созданию и эксплуатации подведомственных и территориальных информационных систем органов публичного управления, а также разработка приоритетных направлений в области информатизации;
- Организация информационного обеспечения местных органов публичного управления, включая создание единой системы оборота электронных документов;
- Анализ состояния и тенденций развития национального и международного рынка информационных ресурсов и услуг, средств информатизации и разработка предложений по усовершенствованию регулирующего механизма.

## Государственные предприятия, в которых Министерство информационных технологий и связи выполняет функцию учредителя
- Государственное предприятие «Центр государственных информационных ресурсов «Registru»
- Государственное предприятие «Poşta Moldovei»
- Государственное предприятие «MoldData»
- Государственное предприятие «Radiocomunicaţii»
- Государственное предприятие «Национальный радиочастотный центр»
- Государственное предприятие «Отряд военизированной охраны»
- Государственное предприятие по эксплуатации зданий